# Astathes terminata
Astathes terminata là một loài bọ cánh cứng trong họ Cerambycidae.